# 이보버스
이보버스(영어: EvoBus, 독일어: EvoBus GmbH)은 독일의 자동차 메이커이다.
이 회사는 버스를 전문적으로 생산하는 기업으로 메르세데스-벤츠 그룹 AG의 자회사이자 세트라와 메르세데스-벤츠 버스의 모기업에 해당된다.